# Leipziger Platz

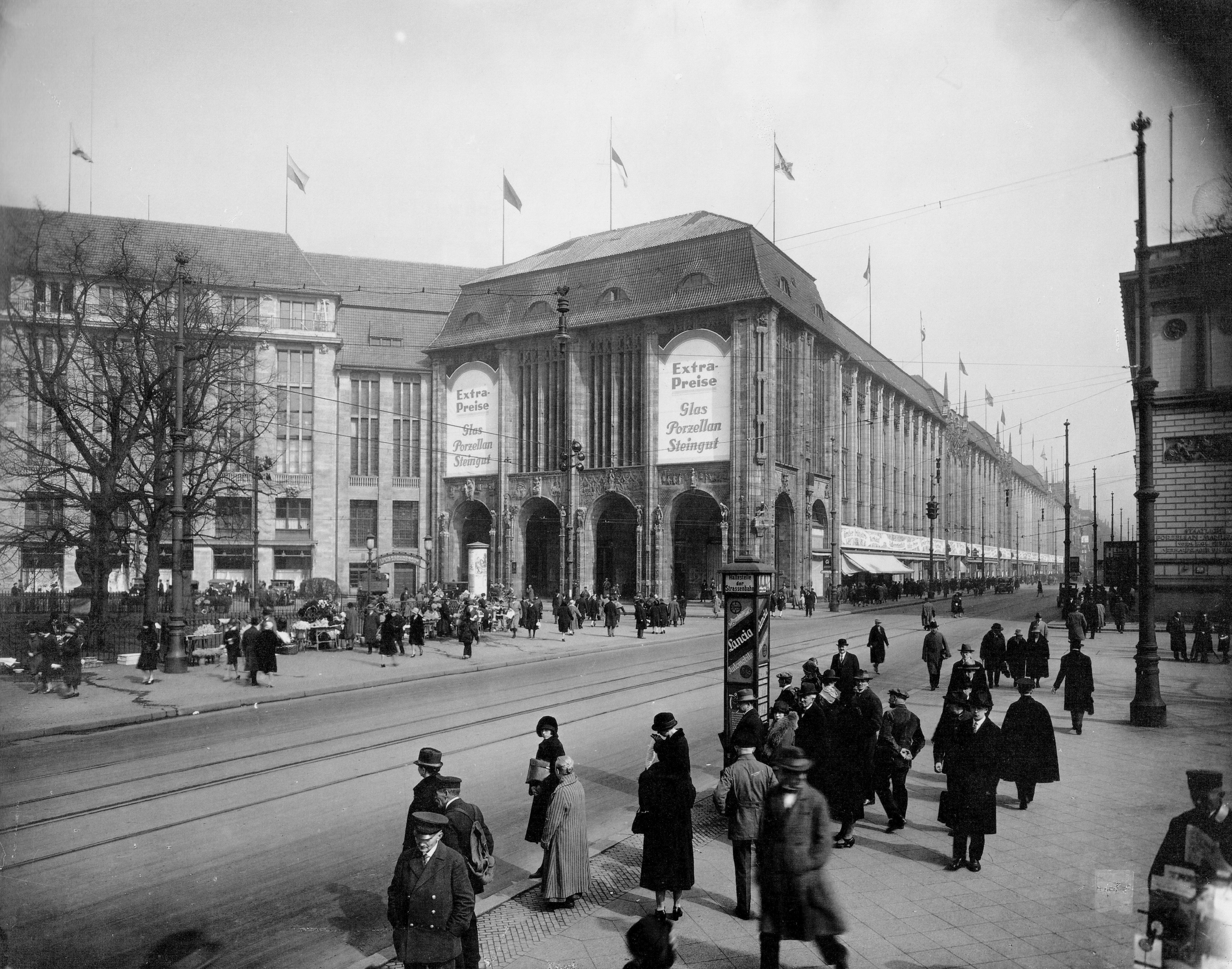
Varuhuset Wertheim vid Leipziger Platz, bild från 1920-talet.

Leipziger Platz är ett torg i stadsdelen Mitte i Berlin.  Det ligger i västra änden av Leipziger Strasse, och omedelbart öster om trafikknutpunkten Potsdamer Platz.  Torget kallades från början Octogon på grund av sin åttakantiga form och anlades på 1730-talet av arkitekten Philipp Gerlach, omedelbart innanför tullporten Potsdamer Tor, samtidigt som Pariser Platz vid Brandenburger Tor och Mehringplatz vid Hallesches Tor.  1814 döptes torget om till Leipziger Platz till minne av segern i slaget vid Leipzig under Napoleonkrigen.
Omkring sekelskiftet 1900 var Leipziger Platz starkt trafikerad och inrymde flera regeringsbyggnader och det stora varuhuset Wertheim.  Bebyggelsen kring Leipziger Platz skadades dock svårt under andra världskriget och återuppbyggdes inte efter kriget, då platsen kom att ligga omedelbart intill Berlinmuren, i Östberlin.
Efter återföreningen 1990 startades den kända technoklubben Tresor 1991 i det underjordiska valvet som tillhörde ruinerna av Wertheim-varuhuset.  Under 2000-talet har de flesta tomterna kring torget åter bebyggts, enligt den gamla tomtplanen, och idag finns bland annat Kanadas ambassad vid torget. Tresor flyttade 2005 efter att marken sålts och ett nytt köpcentrum byggdes på den gamla varuhustomten på Leipziger Platz 12, Mall of Berlin. 2015 öppnade Spy Museum Berlin vid torget.